# Tina Pisnik
Tina Pisnik (née le 19 février 1981 à Maribor) est une joueuse de tennis slovène, professionnelle de 1995 à 2005.
À trois occasions, elle s'est hissée au 3e tour en simple dans une épreuve du Grand Chelem.
Tina Pisnik a gagné trois tournois WTA au cours de sa carrière, dont deux en double.

## Palmarès

### Titre en simple dames
| No | Date       | Nom et lieu du tournoi    | Catégorie | Dotation  | Surface      | Finaliste       | Score      |          |
| -- | ---------- | ------------------------- | --------- | --------- | ------------ | --------------- | ---------- | -------- |
| 1  | 01-05-2000 | Croatian Ladies Open, Bol | Tier III  | 170 000 $ | Terre (ext.) | Amélie Mauresmo | 7-64, 7-62 | Parcours |

### Finale en simple dames
Aucune

### Titres en double dames
| No | Date       | Nom et lieu du tournoi                 | Catégorie | Dotation  | Surface      | Partenaire           | Finalistes                           | Score         |          |
| -- | ---------- | -------------------------------------- | --------- | --------- | ------------ | -------------------- | ------------------------------------ | ------------- | -------- |
| 1  | 08-11-1999 | Wismilak International Kuala Lumpur    | Tier III  | 180 000 $ | Dur (ext.)   | Jelena Kostanić      | Rika Hiraki Yuka Yoshida             | 3-6, 6-2, 6-4 | Parcours |
| 2  | 14-02-2005 | Copa Colsanitas Seguros Bolivar Bogota | Tier III  | 170 000 $ | Terre (ext.) | Emmanuelle Gagliardi | Ľubomíra Kurhajcová Barbora Strýcová | 6-4, 6-3      | Parcours |

### Finale en double dames
| No | Date       | Nom et lieu du tournoi   | Catégorie | Dotation  | Surface      | Vainqueures                       | Partenaire    | Score    |          |
| -- | ---------- | ------------------------ | --------- | --------- | ------------ | --------------------------------- | ------------- | -------- | -------- |
| 1  | 30-04-2001 | Croatian Ladies Open Bol | Tier III  | 170 000 $ | Terre (ext.) | María José Martínez Anabel Medina | Nadia Petrova | 7-5, 6-4 | Parcours |

## Parcours en Grand Chelem

### En simple dames
| Année | Open d'Australie | Open d'Australie    | Internationaux de France | Internationaux de France | Wimbledon       | Wimbledon      | US Open         | US Open             |
| ----- | ---------------- | ------------------- | ------------------------ | ------------------------ | --------------- | -------------- | --------------- | ------------------- |
| 1999  | -                | -                   | -                        | -                        | -               | -              | 2e tour (1/32)  | Elena Likhovtseva   |
| 2000  | 1er tour (1/64)  | Alina Jidkova       | 1er tour (1/64)          | Jelena Dokić             | 3e tour (1/16)  | Anke Huber     | 1er tour (1/64) | Serena Williams     |
| 2001  | 2e tour (1/32)   | Marlene Weingärtner | 1er tour (1/64)          | Meghann Shaughnessy      | 2e tour (1/32)  | Tatiana Panova | 1er tour (1/64) | Selima Sfar         |
| 2002  | 2e tour (1/32)   | Ai Sugiyama         | 2e tour (1/32)           | Silvia Farina            | 1er tour (1/64) | Iva Majoli     | 2e tour (1/32)  | Jennifer Capriati   |
| 2003  | 1er tour (1/64)  | Tatiana Poutchek    | 3e tour (1/16)           | Conchita Martínez        | 1er tour (1/64) | Maja Matevžič  | 3e tour (1/16)  | Francesca Schiavone |
| 2004  | 1er tour (1/64)  | Yuliana Fedak       | 1er tour (1/64)          | Nicole Pratt             | 1er tour (1/64) | Teryn Ashley   | 1er tour (1/64) | Jill Craybas        |

À droite du résultat, l’ultime adversaire.

### En double dames
| Année | Open d'Australie             | Open d'Australie         | Internationaux de France      | Internationaux de France   | Wimbledon                     | Wimbledon                 | US Open                      | US Open                    |
| ----- | ---------------------------- | ------------------------ | ----------------------------- | -------------------------- | ----------------------------- | ------------------------- | ---------------------------- | -------------------------- |
| 1999  | -                            | -                        | -                             | -                          | 3e tour (1/8) Jelena Dokić    | MJ Fernández Monica Seles | 1er tour (1/32) Jelena Dokić | Nicole Arendt M. Bollegraf |
| 2000  | 1er tour (1/32) J. Kostanić  | S. De Beer Jana Kandarr  | 1er tour (1/32) J. Kostanić   | Chanda Rubin S. Testud     | 2e tour (1/16) Kim Clijsters  | Julie Halard Ai Sugiyama  | 1er tour (1/32) Sandra Nacuk | Julie Halard Ai Sugiyama   |
| 2001  | 1er tour (1/32) Sandra Nacuk | Kimberly Po Magüi Serna  | 1er tour (1/32) Andrea Glass  | Amy Frazier K. Schlukebir  | 3e tour (1/8) Nadia Petrova   | Kimberly Po N. Tauziat    | 1er tour (1/32) K. Habšudová | Magüi Serna P. Tarabini    |
| 2002  | 1er tour (1/32) A. Myskina   | D. Hantuchová A. Sánchez | 1er tour (1/32) K. Schlukebir | Dája Bedáňová Elena Bovina | 1er tour (1/32) K. Schlukebir | Dominikovic Jessica Steck | -                            | -                          |

Sous le résultat, la partenaire ; à droite, l’ultime équipe adverse.

## Parcours aux Jeux olympiques

### En simple dames
| # | Date       | Nom de l'olympiade           | Surface    | Résultat        | Ultime adversaire   | Score         |          |
| - | ---------- | ---------------------------- | ---------- | --------------- | ------------------- | ------------- | -------- |
| 1 | 19/09/2000 | Olympic Tennis Event Sydney  | Dur (ext.) | 1er tour (1/32) | Tamarine Tanasugarn | 6-4, 6-3      | Parcours |
| 2 | 15/08/2004 | Olympic Tennis Event Athènes | Dur (ext.) | 1er tour (1/32) | Cara Black          | 6-3, 5-7, 6-4 | Parcours |

### En double dames
| # | Date       | Nom de l'olympiade           | Surface    | Résultat        | Partenaire    | Ultimes adversaires | Score    |          |
| - | ---------- | ---------------------------- | ---------- | --------------- | ------------- | ------------------- | -------- | -------- |
| 1 | 15/08/2004 | Olympic Tennis Event Athènes | Dur (ext.) | 1er tour (1/16) | Maja Matevžič | Yan Zi Zheng Jie    | 6-2, 6-1 | Parcours |

## Parcours en Fed Cup
| #                                                                   | Date       | Lieu         | Surface      | Gagnante(s)                          | Perdante(s)                  | Score          |          |
|                                                                     |            |              |              |                                      |                              |                |          |
| 1999 - Barrage (groupe mondial II) - Biélorussie - Slovénie - 3 : 0 |            |              |              |                                      |                              |                |          |
| 1                                                                   | 21/07/1999 | Amsterdam    | Dur (ext.)   | Olga Barabanschikova                 | Tina Pisnik                  | 4-6, 6-3, 6-1  | Parcours |
|                                                                     |            |              |              |                                      |                              |                |          |
| 1999 - Barrage (groupe mondial II) - Japon - Slovénie - 2 : 1       |            |              |              |                                      |                              |                |          |
| 2                                                                   | 22/07/1999 | Amsterdam    | Dur (ext.)   | Tina Pisnik                          | Miho Saeki                   | 2-6, 6-2, 7-5  | Parcours |
|                                                                     |            |              |              |                                      |                              |                |          |
| 1999 - Barrage (groupe mondial II) - Pays-Bas - Slovénie - 1 : 2    |            |              |              |                                      |                              |                |          |
| 3                                                                   | 23/07/1999 | Amsterdam    | Dur (ext.)   | Tina Pisnik                          | Miriam Oremans               | 6-4, 1-6, 9-7  | Parcours |
| 3                                                                   | 23/07/1999 | Amsterdam    | Dur (ext.)   | Tina Pisnik Katarina Srebotnik       | Manon Bollegraf Caroline Vis | 6-0, 2-6, 9-7  | Parcours |
|                                                                     |            |              |              |                                      |                              |                |          |
| 2002 - Barrage (groupe mondial I) - Slovénie - Ukraine - 4 : 1      |            |              |              |                                      |                              |                |          |
| 4                                                                   | 20/07/2002 | Portorož     | Terre (ext.) | Tina Pisnik                          | Yuliya Beygelzimer           | 6-2, 3-6, 6-2  | Parcours |
| 4                                                                   | 20/07/2002 | Portorož     | Terre (ext.) | Tina Pisnik                          | Tatiana Perebiynis           | 7-63, 4-6, 6-3 | Parcours |
|                                                                     |            |              |              |                                      |                              |                |          |
| 2003 - 1er tour (groupe mondial) - Argentine - Slovénie - 2 : 3     |            |              |              |                                      |                              |                |          |
| 5                                                                   | 25/04/2003 | Buenos Aires | Terre (ext.) | Tina Pisnik                          | María Emilia Salerni         | 7-5, 6-3       | Parcours |
| 5                                                                   | 25/04/2003 | Buenos Aires | Terre (ext.) | Natalia Gussoni María Emilia Salerni | Tina Križan Tina Pisnik      | 6-2, 3-6, 6-4  | Parcours |
|                                                                     |            |              |              |                                      |                              |                |          |
| 2004 - 1er tour (groupe mondial) - Slovénie - États-Unis - 1 : 4    |            |              |              |                                      |                              |                |          |
| 6                                                                   | 24/04/2004 | Portorož     | Terre (ext.) | Tina Pisnik                          | Lisa Raymond                 | 7-5, 7-5       | Parcours |
| 6                                                                   | 24/04/2004 | Portorož     | Terre (ext.) | Venus Williams                       | Tina Pisnik                  | 6-3, 6-1       | Parcours |
|                                                                     |            |              |              |                                      |                              |                |          |
| 2004 - Barrage (groupe mondial I) - Indonésie - Slovénie - 4 : 1    |            |              |              |                                      |                              |                |          |
| 7                                                                   | 10/07/2004 | Jakarta      | Dur (ext.)   | Wynne Prakusya                       | Tina Pisnik                  | 6-1, 6-4       | Parcours |
| 7                                                                   | 10/07/2004 | Jakarta      | Dur (ext.)   | Angelique Widjaja                    | Tina Pisnik                  | 6-4, 5-7, 6-1  | Parcours |

## Classements WTA en fin de saison

### En simple
| Année | 1997 | 1998 | 1999 | 2000 | 2001 | 2002 | 2003 | 2004 | 2005 |
| Rang  | 455  | 406  | 82   | 76   | 63   | 48   | 31   | 130  | 498  |

Source : (en) « Classements de Tina Pisnik », sur le site officiel du WTA Tour

### En double
| Année | 1997 | 1998 | 1999 | 2000 | 2001 | 2002 | 2003 | 2004 | 2005 |
| Rang  | 439  | 70   | 70   | 91   | 86   | 264  | -    | -    | 172  |

Source : (en) « Classements de Tina Pisnik », sur le site officiel du WTA Tour